# Eva Le Gallienne
Eva Le Gallienne (Londres, 11 de gener de 1899 – Weston, 3 de juny de 1991) fou una actriu, directora, productora i escriptora anglesa, radicada als Estats Units. Als 21 anys ja era una estrella de Broadway, on aprofità la seva fama per a fundar el Civic Repertory Theater, on produïa, actuava i dirigia.
Conegut per ser audaç i idealista, es va convertir en una figura pionera en el teatre americà. Actriu eloqüent i versàtil, interpretà des de Peter Pan a Hamlet, Eva també feia classes de teatre, direcció i producció per als joves actors i actrius. Es dedicà a les arts dramàtiques, per oposició al lucratiu escenari teatral de Broadway. Va dirigir la Civic Repertory Theatre Company durant 10 anys, de 1926 a 1936, i va produir 37 obres, treballant amb actors i actrius com Burgess Meredith, John Garfield, J. Edward Bromberg, Paul Leyssac, Florida Friebus, David Manners i Leona Roberts.

## Vida i carrera
Eva nasqué a Londres, el 1899, filla del poeta d'ascendència francesa, Richard Le Gallienne, i de Julie Nørregaard, una periodista danesa. Els seus pares se separaren quan Eva tenia només quatre anys, per la qual cosa ella i la seva mare es van traslladar a París, on va passar gran part de la seva infància viatjant entre les dues ciutats constantment. A París, va anar darrere l'escenari per conèixer l'actriu Sarah Bernhardt, la qual cosa li causaria una gran impressió.
La seva estrena als escenaris fou el 1914, als 15 anys, en una producció de Maurice Maeterlinck, Monna Vanna. Després d'això, va passar diversos mesos estudiant en una escola de teatre. Va abandonar l'escola per actuar en una comèdia on va ser aclamada per la crítica i pel públic.

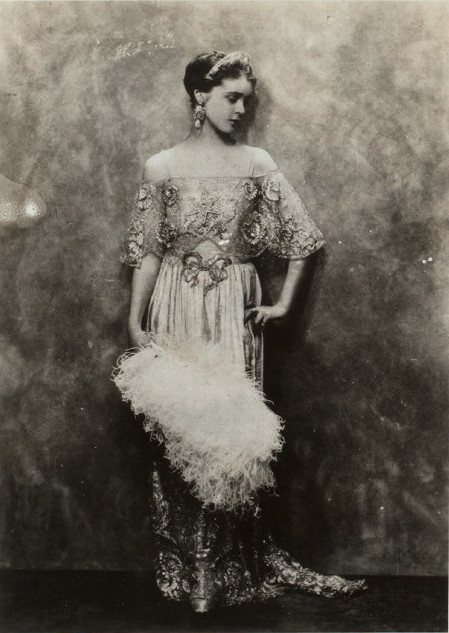
Eva Le Gallienne, prop del 1920

A l'any següent, als 16 anys, Eva i la seva mare van anar a Nova York, on les seves primeres produccions no foren ben reeixides Passà la temporada fent representacions itinerants i després de retornar a Europa breument, Eva retornà cap a Broadway. Treballà en diverses peces, com ara la producció d'Arthur Richman, Not So Long Ago (1920) i una de Ferenc Molnár, Liliom (1921) per al Teatre Guild.

## Teatre
Le Gallienne es va dedicar conscientment a l'«art del teatre» en contraposició al "show business de Broadway", i va ser pionera en l'aparició de l'American Repertory Theatre, que va dirigir durant deu anys, amb el suport financer d'una de les seves amants, Alice Delamar, hereva d'un imperi miner a Colorado. Va produir 37 obres de teatre en aquest període. Va treballar amb diversos actors i fins i tot va rebutjar l'admissió de Bette Davis, l'actitud de la qual va descriure com a "falsa i frívola".
El teatre va acabar amb l'arribada de la Gran Depressió de 1929 després de muntar i produir 34 obres. Eva fou guardonada amb la Medalla Nacional de les Arts el 1986.

## Sexualitat
Eva mai no va amagar a la comunitat artística que era lesbiana, però va admetre que mai se sentí còmoda amb la seva sexualitat, i lluitava en privat contra ella. Fins i tot va considerar un matrimoni de conveniència amb l'actor Basil Rathbone, però va abandonar la idea.
En els primers anys de la seva carrera, va ser vista en companyia d'actrius considerades llibertines, com ara Tallulah Bankhead, Estelle Winwood i Blyth Daly, amb qui va formar el grup anomenat "Els Quatre Cavallers de l'Algonquin", en referència a la Taula Rodona d'Algonquin.
El 1918, mentre estava a Hollywood, va començar una aventura amb l'actriu Alla Nazimova, que es trobava al zenit de la seva fama, i que en aquella època gaudia de gran influència en la comunitat artística. El cas s'hauria acabat per la gelosia de Nazimova. El 1920, es va involucrar amb la poetessa, escriptora i guionista Mercedes de Acosta, de qui va estar enamorada durant molts anys. Ella i Mercedes van començar la relació poc després de les noces de Mercedes amb Abram Poole. Mercedes escriu dues obres per a Eva durant aquesta època, Sandro Botticelli i Jehanne de Arc, però cap no va tenir èxit. La relació va acabar després de 5 anys, però les cartes posteriors indiquen que van continuar sent amigues.
Pels volts del 1927, va començar una relació amb l'actriu Josephine Hutchinson, casada en aquella època. El marit de Hutchinson va iniciar un procés de divorci i va qualificar Le Gallienne en el procés de divorci com a "coautora" del procés.
La premsa començà a anomenar Josephine Hutchinson com a "actriu ombrívola",que en aquella època volia dir lesbiana. Cinc mesos més tard, Le Gallienne va actuar en una obra sobre la vida d'Emily Dickinson, titulada Alison's House. L'obra va guanyar un Premi Pulitzer.

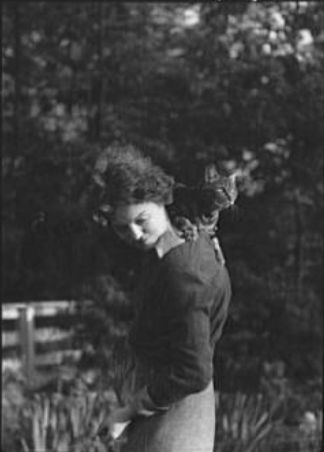
Eva amb el seu gat, 1937

## Últims anys i mort
Tot i ser reconegut principalment pel seu treball al teatre, Eva també va fer algunes pel·lícules i produccions televisives. Va obtenir una nominació a l'Oscar de l'Acadèmia per la seva actuació a Resurrection. Fou l'actriu més gran a rebre una nominació en aquella època. Va guanyar un Premi Emmy per la seva versió televisiva de l'obra The Royal Family.

### Mort
El 3 de juny de 1991, Eva moria a la seva casa de Weston, Connecticut, per causes naturals, als 92 anys. El seu cos fou incinerat i les seves cendres foren escampades a la seva propietat a Weston.

## Filmografia

### Pel·lícules
| Any  | Títol                | Paper               | Observacions |
| ---- | -------------------- | ------------------- | --- |
| 1955 | Prince of Players    | Gertrude a "Hamlet" | |
| 1959 | The Devil's Disciple | Sra. Dudgeon        | |
| 1980 | Resurrection         | Grandma Pearl       | Premi National Board of Review per a la millor actriu secundària Nominada a l'Oscar a la millor actriu secundària Nominada al Premi Satur a la millor actriu secundària |

### Televisió
| Any  | Títol                        | Paper            | Observacions                        |
| ---- | ---------------------------- | ---------------- | ----------------------------------- |
| 1948 | The Ford Theatre Hour        | Annie Jones      | episodi: Years Ago                  |
| 1950 | The Ford Theatre Hour        | Lettie           | episodi: Uncle Harry                |
| 1955 | Alice in Wonderland          | White Queen      | (Pel·lícula de televisió)           |
| 1956 | The Corn Is Green            | Miss Moffat      | (Pel·lícula de televisió)           |
| 1958 | The DuPont Show of the Month | Abbess           | episodi: The Bridge of San Luis Rey |
| 1958 | Studio One in Hollywood      | Martha Koering   | episodi: The Shadow of a Genius     |
| 1958 | Playhouse 90                 | Grandma James    | episodi: Bitter Heritage            |
| 1960 | Play of the Week             | Queen Elizabeth  | episódio: Mary Stuart               |
| 1977 | The Royal Family             | Fanny Cavendish  | (Pel·lícula de televisió)           |
| 1984 | St. Elsewhere                | Evelyn Milbourne | episodi: The Women                  |

Font: